# Victor Suy
Victor Suy (Sint-Niklaas, 11 augustus 1928 - Dendermonde, 24 april 2022) was een portretschilder, werkend in Moerzeke.
Hij werd opgeleid aan de Academie van Sint-Niklaas en kende een succesvolle carrière. Hij schilderde een reeks van portretten van 30 Vlaamse auteurs, die door de stad Sint-Niklaas is aangekocht. De laatste jaren van zijn leven bracht hij door in WZC Sint-Jozef te Moerzeke.
In april 2022 overleed Suy op 93-jarige leeftijd.

## Werken
- Portret van gouverneur Kinsbergen[2];
- Portret van Anton van Wilderode;
- Portret van Paul Snouck;
- Portret van Filip de Pillecyn;[3]
- Zelfportret.[4]